# Casa Rovellat

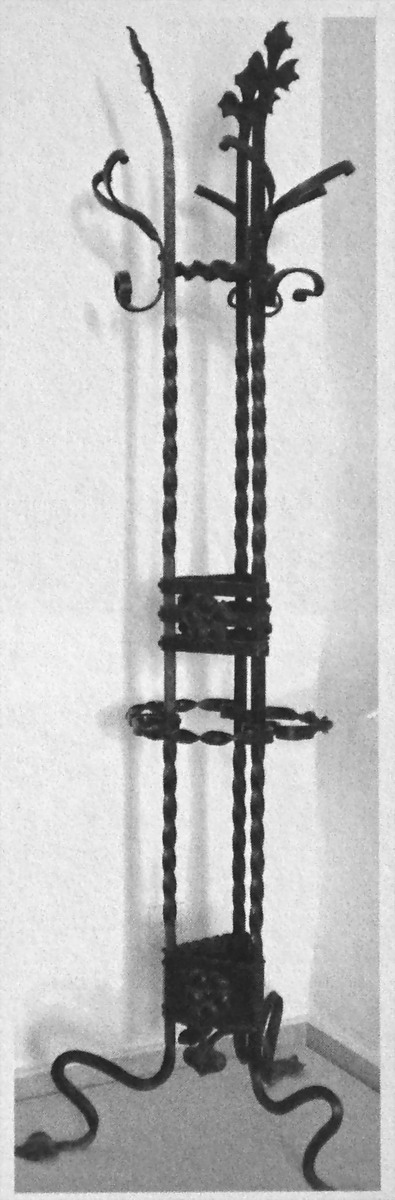
Penjador i paraigüer a la casa Golferichs

La casa Rovellat, també coneguda com a «casa Golferichs» o «casa Masó» va ser construïda cap al 1908 per encàrrec de Carme Golferichs Losada vídua de Masó com a casa d'estiueig. Va ser un dels primers encàrrecs de Joaquim Raspall a Cardedeu (Vallès Oriental) i pertany al període modernista de la seva obra. Està ubicada al carrer Hospital, 26 de Cardedeu. Va ser reformada el 1917, també per Raspall. És una obra del municipi de Cardedeu (Vallès Oriental) protegida com a bé cultural d'interès local.

## Història
L'actual edifici prové de la reforma d'una casa existent entre mitgeres amb pati lateral, situada a la part central de l'eix principal del nucli antic, format pels carrers Teresa Oller - Hospital - Pedró, en una zona amb mostres d'edificis del segle xviii.
Va ser encarregada per Carme Golferichs Losada, vídua de Masó i germana de Macari Golferichs i Losada, enginyer, dibuixant i col·leccionista, promotor de la casa Golferichs de Barcelona. Raspall ja havia fet unes reformes a l'habitatge habitual de Carme Golferichs a Barcelona, el 1904. A la mort de Carme Golferichs, la casa va passar a la seva filla Rita Masó Golferichs, vídua de Rovellat, d'on pren el nom pel qual és coneguda actualment.

## Estructura
Es tracta d'un edifici de planta rectangular amb dues crugies perpendiculars a la façana. Consta de planta, dos pisos i golfes, a la part central, sota una coberta a dues vessants fet de teula aràbiga sobre llates de fusta i solera de rajola. L'estructura és de murs de paredat comú i totxo, amb forjats de bigues de fusta i revoltons de rajola. Les bigues de la segona planta tenen reforços metàl·lics. L'escala interior està feta amb volta de maó de pla.
La façana principal està arrebossada i composta segons quatre eixos a la planta baixa -que es redueixen a dos al primer pis- amb l'entrada desplaçada. Està coronada per una barana que enllaça amb els ornaments de les finestres de la segona planta. Destaca el treball de ferro forjat a coup de fouet, tant a les reixes de les finestres com a la barana de la balconada.

## Interiors
La planta baixa està distribuïda en vestíbul, biblioteca, menjador-sala i cuina. A les plantes superiors hi ha dormitoris. Es conserven els banys de l'època.
De l'interior cal destacar el conjunt de vidrieres amb vitralls emplomats de finestres i portes, amb dibuixos de motius geomètrics i florals, compostos simètricament, així com la varietat dels paviments de mosaic hidràulic.
També es conserven mobles, llums i elements decoratius modernistes, alguns d'ells dissenyats per Joaquim Raspall.